# Летен дворец
Летният дворец (на китайски: 頤和園) е дворцов комплекс в Пекин, китайската столица.
Изграден е в периода 1750 – 1764 г. Включва лятната резиденция на императорите от династията Цин и други постройки, разположени в голям парков комплекс с площ 29,7 квадратни километра.
Дворецът е построен около езерото Кунмин, използвано за водоснабдяване на столицата при династията Юен, и Хълма на дълголетието и съчетава административни, жилищни и култови сгради. Разрушен е по време на Втората опиумна война през 1860 година, след което е възстановен като резиденция на императрицата майка Цъси. Отново пострадал при Боксерското въстание от 1900 година, комплексът е реставриран и превърнат в обществен парк.